# Scomberomorus brasiliensis
Pour les articles homonymes, voir Bonite, Maquereau et Thazard.
Espèce
Statut de conservation UICN

 LC  : Préoccupation mineure
Scomberomorus brasiliensis, communément appelé en français par la FAO Thazard serra et, anciennement, Thazard tacheté du Sud, est un poisson de mer de la famille des Scombridae.

## Répartition
Scomberomorus brasiliensis se rencontre dans les eaux occidentales de l'océan Atlantique, de la mer des Caraïbes jusqu'aux côtes du Brésil, toutefois la plupart des prises se font dans les eaux brésiliennes. Cette espèce vit jusqu'à 130 m de profondeur.

## Description
La taille maximale connue pour Scomberomorus brasiliensis est de 125 cm et un poids maximal de 6,7 kg. Toutefois sa taille habituelle est d'environ 65 cm. Son espérance peut aller jusqu'à 13 ans.

## Scomberomorus brasiliensiset l'homme
Scomberomorus brasiliensis est considéré comme l'une des espèces marines commerciales les plus pêchées dans le nord-est du Brésil. À noter que nombre de prises ont été reportées par erreur comme appartenant à l'espèce Scomberomorus maculatus tel que l'ont démontré Collette et Nauen en 1983. Ces deux espèces sont proches mais la répartition de S. maculatus se situe plus au nord, sur les côtes du golfe du Mexique

## Publication originale
- (en) Collette, Russo & Zavala-Camin, 1978 : Scomberomorus brasiliensis, a new species of Spanish mackerel from the western Atlantic. United States National Marine Fisheries Service Fishery Bulletin, vol. 76, n. 1, p. 273-280[5] (texte intégral).